# 郑增茂
郑增茂（1939年11月—2020年3月14日），男，河南灵宝人，中华人民共和国政治人物，中共河南省委原副书记，省委政法委原书记，河南省人大常委会副主任、党组副书记，河南省高级人民法院原院长，第八届全国人大代表。